# Генри Холмс
Ге́нри Го́вард Холмс (англ. Henry Howard Holmes), настоящее имя — Ге́рман Уэ́бстер Ма́джетт (англ. Herman Webster Mudgett; 16 мая 1861 года, Гилмантон, Нью-Гэмпшир — 7 мая 1896 года, Филадельфия, Пенсильвания) — первый официально зарегистрированный американский серийный убийца.

## Биография
Герман Маджетт родился 16 мая 1861 года в небольшой деревне в Нью-Гемпшире. Его отца звали Леви Хортон Маджетт (англ. Levi Horton Mudgett), а мать — Теодейт Пейдж Прайс (англ. Theodate Page Price). Семья Маджеттов была потомками первых поселенцев на территории Нью-Гемпшира. Отец был поборником строгой дисциплины, поэтому Герман часто подвергался домашнему насилию. Герман заявлял, что в детстве одноклассники издевались над ним, а когда узнали о его страхе перед покойниками (а он действительно их боялся), вынудили его прикоснуться к человеческому скелету в кабинете врача. Они привели его туда, чтобы напугать, но вместо этого Герман был безумно восхищён увиденным. 
В 1871 году случился Великий чикагский пожар, уничтоживший 30 % Чикаго. Узнав про пожар, мальчик долгие часы проводил в фантазиях: он представлял, как огонь пожара поглощает его родителей. Патологические черты характера, таким образом, проявились уже в 11-летнем возрасте. Подобная склонность к фантазированию также объясняется боязнью мальчика окружения сверстников, которые всячески издевались над ним.

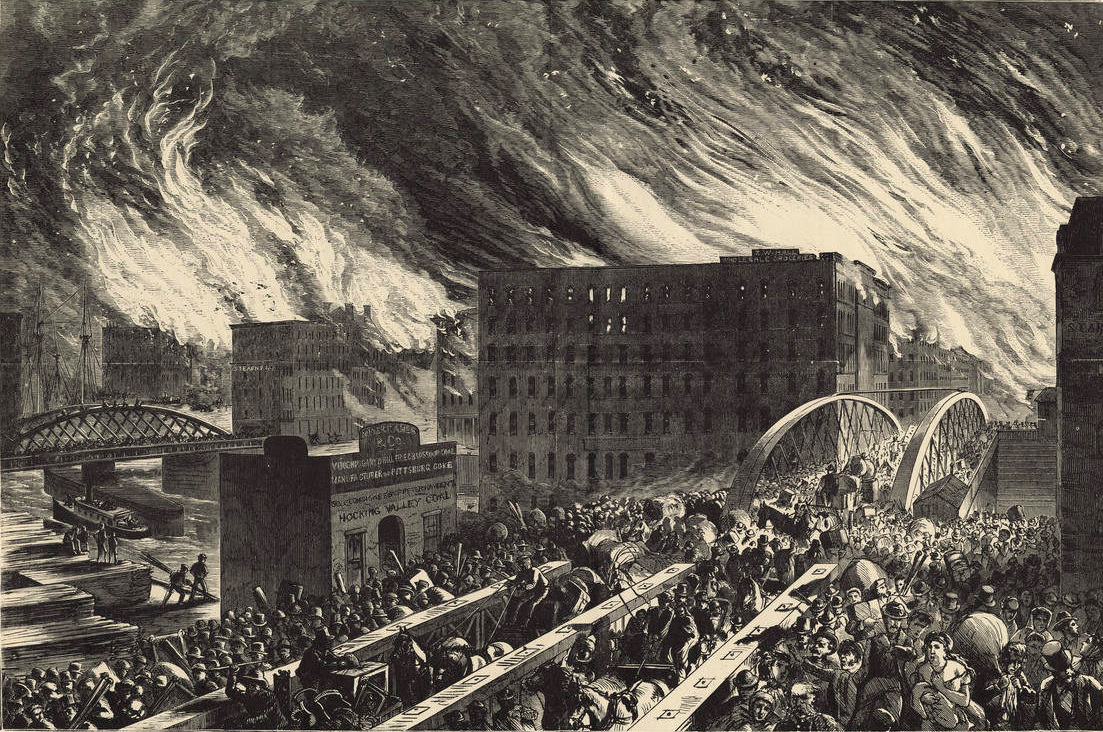
Пожар в Чикаго 1871 года

В детстве с ним обращались жестоко в семье, а сам он любил ставить эксперименты на животных. 
Учился в колледже в Вермонте один год, затем поступил в Мичиганский университет в Анн-Арборе, по окончании которого в 1884 году получил диплом врача.
Во время учёбы он похищал трупы из университетской лаборатории, обезображивал их и инсценировал смертельные несчастные случаи c их участием. Затем, выдавая их за тех, на которых им предварительно были оформлены договоры страхования, Маджетт получал страховые выплаты. По окончании университета он переехал в Чикаго и стал фармацевтом. У него также был ряд сомнительных дел: аферы с недвижимостью, промоутерское дело под именем «H. H. Holmes».
4 июля 1878 года он женился на своей приятельнице Кларе А. Лавринг (англ. Clara A. Lovering) родом из штата Нью-Гемпшир. Позже он заключит браки с ещё несколькими женщинами, не расторгая предыдущих. Через несколько лет он ушёл от своей первой жены.
28 января 1887 года он женился на Мирте З. Белкнап (англ. Myrta Z. Belknap) из штата Миннесота, но на тот момент он всё ещё был женат на Кларе Лавринг, что сделало его двоежёнцем. У них с Белкнап была дочь Люси Теодейт Холмс (англ. Lucy Theodate Holmes), которая родилась 4 июля 1889 года в штате Иллинойс.

## Убийства
Несмотря на то, что Генри Холмс проводил бо́льшую часть своего времени в городе, занимаясь бизнесом, семья Холмсов поселилась в респектабельном районе Вилмет на окраине Чикаго. Он подал на развод со своей первой женой после второго брака, но дело так и не было доведено до конца. 9 января 1894 года Холмс женился в третий раз на Джорджиане Йоук (англ. Georgiana Yoke). Он также был женат на своей подчинённой Джулии Смайт (англ. Julia Smythe), которая позже пропала в Чикаго, став одной из жертв Холмса.
В 1886 году Маджетт взял себе имя «Генри Говард Холмс». Летом того же года в Чикаго Холмс познакомился с доктором Холтоном, у которого была своя аптека по соседству с районом Инглвуд. Холтон страдал от рака, и за магазином следила жена. Благодаря присущему Холмсу обаянию он получил работу в магазине, а позже уговорил жену доктора продать ему магазин. При этом они договорились, что миссис Холтон может жить на втором этаже даже после смерти мужа. Как только доктор Холтон умер, его жена пропала и произошло это при довольно странных обстоятельствах: Холмс сказал окружающим, что она уехала к родственникам в Калифорнию. Через какое-то время люди стали интересоваться возвращением миссис Холтон, на что Холмс ответил, что ей настолько понравилось в Калифорнии, что она решила остаться там. 
Вскоре Холмс стал работать фармацевтом в пригороде Инглвуда. Начав работу, Холмс стал активно обманывать клиентов.
Маджетт был активным мошенником — после совершения убийств он обращался в страховые компании, открывал счёт на вымышленного человека, а потом доставлял труп, и убеждал компанию, что это и есть тот самый человек, в результате чего получал неплохие выплаты.

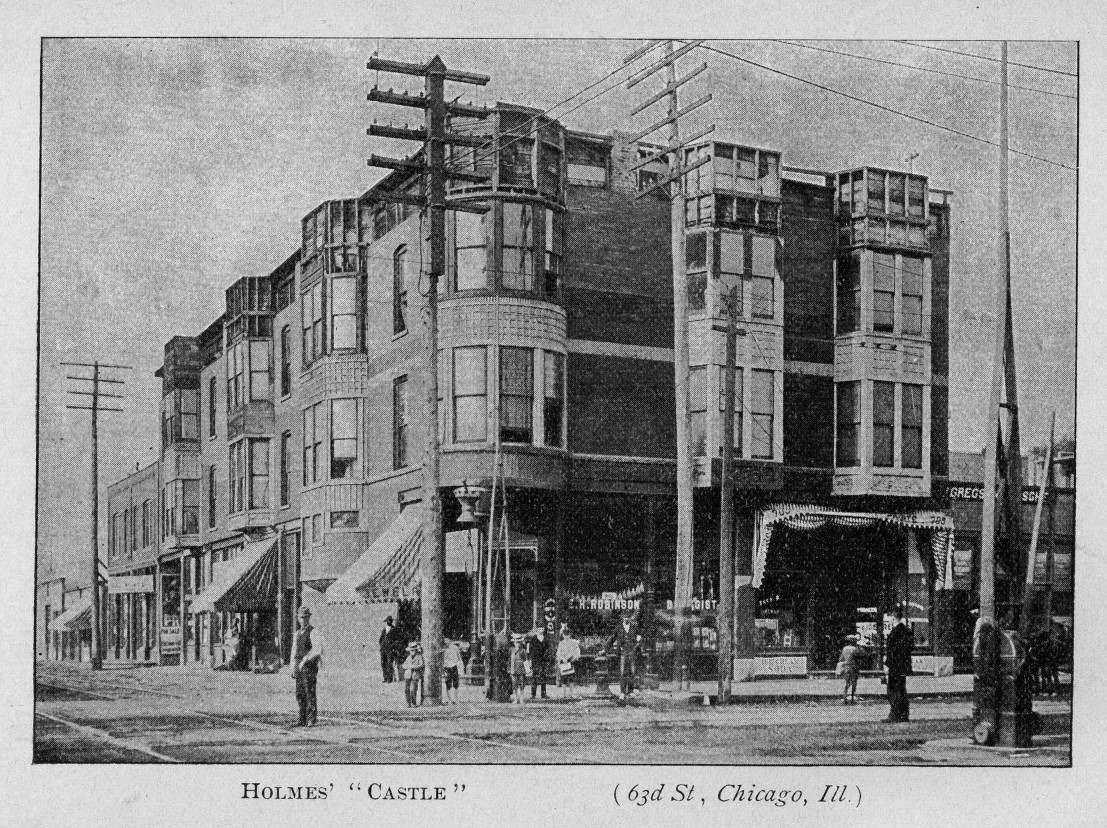
«Замок убийств» Холмса

Холмс выкупил недвижимость вокруг аптеки, объединил здания и сделал из этого гостиницу, которую местные сразу же окрестили «Замок». Гостиница была построена к Всемирной Колумбовой выставке 1893 года. Часть здания использовалась под торговые площади. На первом этаже «Замка» была аптека и различные магазины, тогда как на верхних двух этажах был его офис и лабиринт из нескольких десятков комнат без окон, коридоры, ведущие к кирпичным стенам, лестницы в никуда, двери, которые можно было открыть только снаружи. Холмс постоянно менял подрядчиков во время строительства «Замка», таким образом только он в полной мере мог понимать планировку здания, этим он также уменьшал вероятность быть заподозренным полицией.
Как только строительство отеля было закончено, Холмс в полную силу приступил к своим преступным делам. В основном жертвами Холмса были женщины, работавшие у него (большинство которых принимались на работу при условии страхования жизни с солидными выплатами в случае смерти), их любовники и гости отеля, которых он мучил и убивал. Некоторые жертвы были закрыты в звуконепроницаемые комнаты с системой подачи газа, что позволяло ему в любое время вызвать удушье. Другие были заперты в звуконепроницаемом хранилище, где были оставлены умирать. 
Тела сбрасывались по жёлобу к основанию здания, где они были тщательно анатомированы в модели скелетов и шли на продажу в медицинские школы, которые даже не интересовались происхождением купленного. 
Некоторых жертв Холмс кремировал или помещал в яму с известью до полного разложения. В арсенале Холмса были две гигантские печи, резервуары с кислотой, бутылки с различными ядами и даже дыба. Используя свои университетские связи, ему без особого труда удавалось сбывать скелеты и органы.
Во время Всемирной выставки 1893 года Холмс сдавал комнаты туристам и имелись подозрения в том, что в это время пропало около 50 туристов.

## Арест
Экономика переживала падение, кредиторы атаковали, и после всемирной ярмарки Холмс покинул Чикаго. Он обосновался в штате Техас. Там он присвоил собственность двух девушек-сестёр, на одной из которых он пообещал жениться, а впоследствии убил обеих. Он планировал построить ещё один замок, но вскоре оставил эту затею: как оказалось, строгое соблюдение законов в Техасе мало способствовало развитию преступного проекта Холмса. Он продолжал колесить по США и Канаде, при этом продолжая убивать.
В июле 1894 года в Сент-Луисе Холмс был арестован и заключён в тюрьму на небольшой срок, его обвиняли в мошенничестве с лошадьми. 
Будучи в тюрьме, он познакомился с известным грабителем поездов Мэрионом Хеджпетом (англ. Marion Hedgepeth), осуждённым на 25 лет. Это знакомство открыло ему новые связи в преступном мире. Холмс разработал план, как обмануть страховую компанию на 20 000 долларов. Хеджпету он обещал 500 долларов в обмен на то, что тот предоставит имя адвоката, которому можно доверять. Холмса направили к полковнику Джепте Хоуи (Jeptha Howe), брату общественного защитника, который признал план Холмса великолепным. Но, несмотря на это, план Холмса провалился, и страховая компания не стала выплачивать деньги, заподозрив неладное в этом деле. Холмс не стал отстаивать его, а напротив, провернул аналогичную аферу со своим сокамерником Бенжамином Питзелом (Benjamin Pitezel).
Питзел согласился симулировать собственную смерть так, чтобы его жена могла получить выплату в 10 000 долларов, которую он должен был поделить с Холмсом и адвокатом Хоуи. Дело провернули в Филадельфии. После этого Холмс убил Питзела. На суде были представлены доказательства, что в крови Питзела содержался хлороформ. Вероятно, Холмс пытался создать видимость самоубийства Питзела (Питзел был алкоголиком и страдал от хронической депрессии). Холмс, по традиции, получил последнюю выгоду с трупа Питзела, продав его скелет. Затем он принялся манипулировать женой Питзела, чтобы та позволила трём из пяти её детей (Элис, Нелли и Говарду) перейти под его опеку. Старшая дочь и младший ребёнок остались с матерью. Он путешествовал с детьми по северной части США и Канаде. В то же время он вёл миссис Питзел параллельным маршрутом, используя различные вымышленные имена и ложь относительно причин судьбы её мужа (например, что мистер Питзел прячется в Лондоне) и местонахождения её детей.

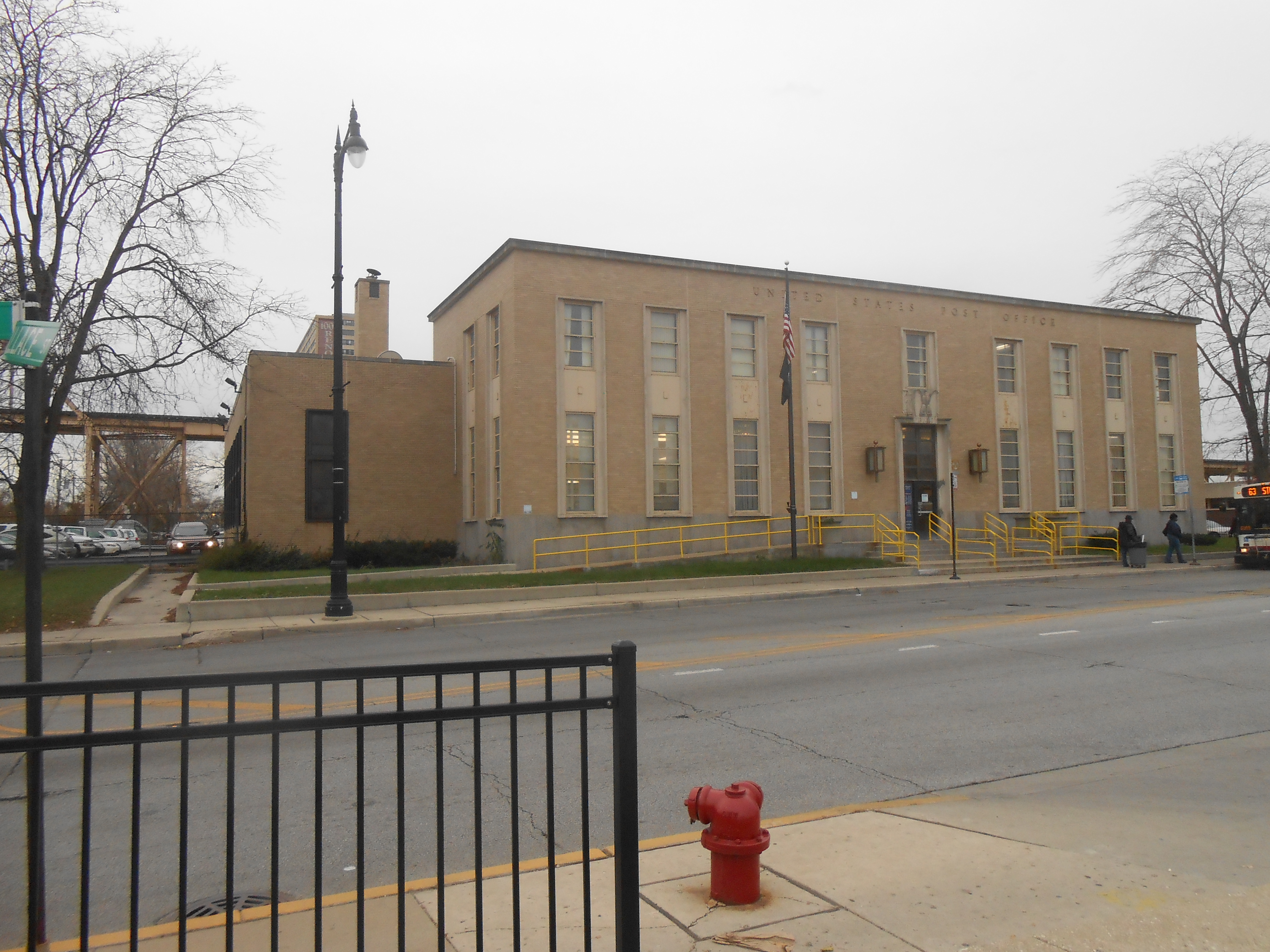
Здание действующего почтового отделения района Инглвуд (Чикаго), построенное в 1939 году на месте снесённого «Замка убийств» Холмса

Детектив из Филадельфии Фрэнк Гейер (англ. Frank Geyer), назначенный для расследования Холмса и поиска трёх пропавших детей, обнаружил разложившиеся тела двух дочерей Питзела в подвале дома в Торонто. Далее он последовал за Холмсом в Индианаполис, где Холмс арендовал дом. Свидетели сообщали, что видели, как он покупал в аптеке лекарства, которыми он убил Говарда Питзела, а в ремонтной мастерской точил ножи, которыми разделывал трупы перед тем, как сжечь их. В камине арендованного Холмсом дома были обнаружены зубы, куски костей. 
В 1894 году бывший сокамерник Холмса рассказал о нём полиции за то, что Холмс отказался заплатить ему за помощь в поисках адвоката Хоуи. Череда убийств Холмса закончилась с его арестом в Бостоне в ноябре 1894 года. Выследило его Национальное детективное агентство Пинкертона, которое преследовало Холмса от Филадельфии.
После того, как сторож «Замка» заявил в полиции, что ему никогда не позволяли прибирать верхние этажи, следователи занялись проверкой этой информации, обнаруживая всё новые способы убийства и избавления от трупов доктором Холмсом. 
Количество жертв оценивалось от 1 до 9 человек, за основу брали количество пропавших людей в то время и показания соседей Холмса. Разночтения в количестве жертв можно объяснить тем, что много людей прибыло в Чикаго, чтобы посетить всемирную ярмарку, но так или иначе не вернулись домой. Холмс сознался в 27 убийствах, хотя, по заявлению полиции, некоторые тела были в таком ужасном состоянии в подвале, что определить их фактическое количество не представлялось возможным. В основном жертвами Холмса были женщины-блондинки, но были и мужчины и дети.
В августе 1895 года в «Замке» возник пожар, вскоре на этом месте появилось почтовое отделение США.

## Суд
Пока Холмс сидел в тюрьме в Филадельфии, не только полиция Чикаго расследовала его преступления, но и полиция Филадельфии пыталась раскрыть дело Питзела, в частности судьбу трёх детей этой семьи. Дело вёл детектив Фрэнк Гэйер. Его поиски, равно как и поиски замка, приобрели широкую общественную огласку. Найденные останки детей поставили точку в судьбе Холмса, по крайней мере, в умах общественности.
Холмса обвинили в убийстве семьи Питзелов, в котором он сознался. Холмс признался в двадцати семи убийствах в Чикаго, Индианаполисе и Торонто и шести покушениях на убийство. Газеты Хёрста выплатили Холмсу 7500 $ (около 200 тыс. $ в настоящее время) за его признание. Он давал противоречивые показания о своей жизни, сначала заявляя о невиновности, а затем — что был ведом Сатаной. Его лживые показания создавали проблему установления истины на основе его заявлений.

## Казнь
7 мая 1896 года Холмс был приговорён к смертной казни через повешение в тюрьме «Мояменсинг», также известной как тюрьма округа Филадельфии. До самой своей смерти Холмс оставался спокойным и дружелюбным, практически не показывая признаков страха, тревоги и депрессии. На казни шея Холмса сломалась не сразу. Он умирал в течение 15 минут. Он завещал, чтобы его похоронили в бетоне, дабы никто не смог откопать его и разрезать тело, как он разрезал своих жертв. Его просьба была удовлетворена.
В 1909 году Мэрион Хеджпет, получавший вознаграждения от Холмса за предоставление ему интересующей его информации, был застрелен полицейским во время задержания в одном из салунов Чикаго.
Долгое время существовала теория, что Генри Говард Холмс избежал казни и остался жив, а в забетонированном гробу похоронен другой человек. Но в 2017 году ученые извлекли останки из могилы и произвели многочисленные тесты над уцелевшими фрагментами костей. В итоге информация подтвердилась. Останки действительно принадлежат Холмсу, а теория о его побеге опровергнута.

## В массовой культуре

### В кино
- В ноябре 2010 года компания, принадлежащая известному голливудскому актеру Леонардо ДиКаприо, приобрела права на экранизацию книги Эрика Ларсона «Дьявол в белом городе». ДиКаприо планирует сыграть доктора Генри Ховарда Холмса. Сценарий для фильма пишет Грэм Мур.
- В американском сериале «Сверхъестественное» в 6 серии 2 сезона герои противостоят призраку Холмса, возобновившему свои кровавые дела в многоквартирном доме, построенном на месте его погребения. Его роль исполнил актёр Стивен Аберле.
- В 5 сезоне сериала «Американская история ужасов: Отель» есть персонаж Джеймс Патрик Марч, прототипом которого стал Холмс. Марч построил в Калифорнии отель Кортез, где было много потайных коридоров и комнат, в которых он совершал чудовищные убийства.
- Во 2 серии 4 сезона сериала «Шерлок» имя Генри Холмса упоминается Калвертоном Смитом, когда тот говорит о своём любимом серийном убийце. Калвертон при строительстве больницы также менял подрядчиков и в итоге только он знал про все те скрытые ходы, заявив, что может перемещаться по больнице и никто не будет знать об этом.
- В 11 серии 1 сезона сериала «Вне времени» часть сюжета происходит в отеле Генри Холмса, где главные герои теряют сознание под действием газа и попадают в звуконепроницаемую камеру.
- Документальный фильм «Х. Х. Холмс: Первый американский серийный убийца».
- В хорроре 2017 года «Хэвенхёрст» дело происходит в старинном особняке, которым управляет Элеанор Маджетт, родственница Холмса, а на стене в холле висит его фотография[5].
- Упоминается в 3 серии 3 сезона сериала «Современный потрошитель»  при расследовании убийств неизвестных женщин.
- В хорроре «Дом Ада 2: Отель «Абаддон» упоминается "Замок" Генри Холмса, который по сюжету служил прототипом отеля из фильма.
- В фильме «Виртуозность» один из прообразов для создания SID 6.7 был Герман Маджетт

### В литературе
- Генри Ховард Холмс стал прототипом одного из главных героев романа Роберта Блоха «Американская готика», Г. Гордона Грегга.
- Генри Ховард Холмс являлся прототипом серийного убийцы из романа совместного авторства Линкольна Чайлда и Дугласа Престона «Кабинет диковин» — третьего из серии романов о специальном агенте Алоизе Пендергасте. По сюжету серийный убийца создал кунсткамеру на базе аптеки в старом особняке в Нью-Йорке, в подвале которого у него было множество различных приспособлений для убийства, а сам дом изобиловал потайными ходами и секретными помещениями. Путём изучения анатомии и препарирования своих жертв он также открыл эликсир вечной молодости и жил около 150—200 лет.
- Генри Ховард Холмс стал главным антагонистом в серии книг автора Керри Манискалко о Джеке-Потрошителе («Охота на Джека-Потрошителя», «Охота на княза Дракулу», «Побег от Гудини», «Охота на Дьявола»). По сюжету он совершал страшные убийства проституток в компании обезумевшего от горя матери брата главной героини, который согласился ему помогать в обмен на органы убитых женщин (чтобы впоследствии он мог их вживить тело умершей матери), но со смертью своего компаньона Генри Холмс переместился в Нью-Йорк, затем в Чикаго, чтобы осуществить свою мечту в виде отеля «Замок» перед Всемирной международной выставкой, где он реализовывал свои безумные желания уже не только в отношении «падших» женщин, но и детей. В отеле, как и в реальной жизни, Холмс «отключал» своих жильцов с помощью газа, расчленял их в подвальном помещении, подготавливал скелеты жертв для дальнейшей продажи и избавлялся от улик в кремационной печи. В данной серии книг часто упоминается о тьме, которая живет в душе Генри Холмса, и о его параллели с Дьяволом. Он был пойман главной героиней и помещен в тюрьму, где он признался только в убийствах В Чикаго, не взяв, при этом, вину за убийства в Лондоне.

Прототип Генри Берстекера из рассказа А. Моруа "Отель "Танатос"".

### Видеоигры
- «The Dark Pictures Anthology: The Devil in Me», где группе журналистов предстоит противостоять подражателю Г.Г. Холмса в реплике Замка Убийств. А в прологе игры, действие которого происходит в 1893 году, протагонистами выступают две жертвы самого Холмса.
- «Time Princess» — Одна из историй игры была посвящена Генри Холмсу. "Вы видели Клаудию?", где главной героине предстоит найти свою пропавшую подругу